# George Kitchin (Kupferstecher)
George Kitchin (auch George Kitchen; * im 18. Jahrhundert; † im 19. Jahrhundert) war ein englischer Kupferstecher und Buch-Illustrator.

## Leben

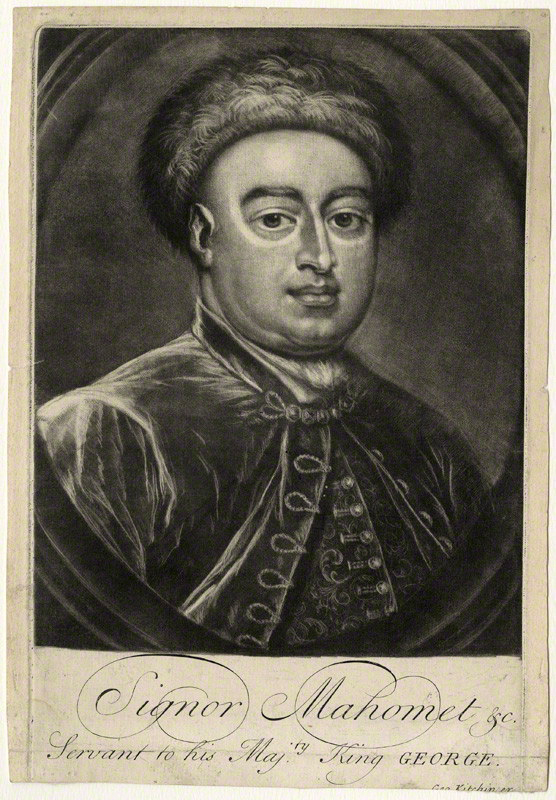
Ludwig Maximilian Mehmet von Königstreu war „Signor Mahomet“, der Kammerdiener des Kurfürsten von Hannover und Königs von Großbritannien Georg I.;
Mezzotinto von Kitchin

George Kitchen schuf hauptsächlich Buchillustrationen und „[...] witzige Vignetten“, aber auch Kartenwerke. Er wird mitunter mit dem etwa in derselben Schaffensperiode hauptsächlich als Landkarten-Stecher arbeitenden Thomas Kitchen in Zusammenhang gebracht, mit dem er möglicherweise auch verwandt war.

## Bekannte Werke
- Das Brustbild des Ludwig Maximilian Mehmet von Königstreu in Mezzotinto zählt zu einem von Kitchins bekanntesten Werken. Das wahrscheinlich ebenfalls als Buchillustration gedachte Bildnis[1] zeigt den Kammerdiener des Kurfürsten von Hannover und Königs von Großbritannien Georg I.[1] In englischer Sprache ist das Werk untertitelt mit „Herr Mahomet ...“;[3] und meint einen der beiden im Dienst des britischen Herrschers stehenden „Türken“.[4] Mindestens eines davon findet sich auch in dem von Williamson in London herausgegebenen Miniaturen-Katalog. Sammlung des Hauses Braunschweig-Lüneburg.[1]
- Mustapha, ebenfalls ein Türke im Dienste Georgs I.[4]